# Mobiele kunst
De term mobiele kunst wordt binnen het studiegebied van de prehistorische kunst gebruikt om elk bewerkt object aan te duiden dat van een dergelijke afmeting is dat het door de mens kan worden vervoerd. Het begrip mobiele kunst onderscheidt zich aldus van grotschilderingen die uiteraard niet getransporteerd kunnen worden. Wat ook niet onder mobiele kunst gerekend wordt, zijn voorwerpen van heel grote afmetingen zoals grafstenen of menhirs uit het neolithicum of latere tijdperken.
Bijgevolg omvat paleolithische mobiele kunst heel diverse voorwerpen omdat het niet enkel gaat om zuiver artistieke creaties, maar ook om bijvoorbeeld versierde gebruiksvoorwerpen. Zo vinden we gegraveerde plaatjes venusbeeldjes, sieraden, harpoenen, werpsperen, etc.
In het neolithicum verschijnen ook voorwerpen van gebakken aarde, zoals versierde keramieken vazen en figuurtjes van keramiek.

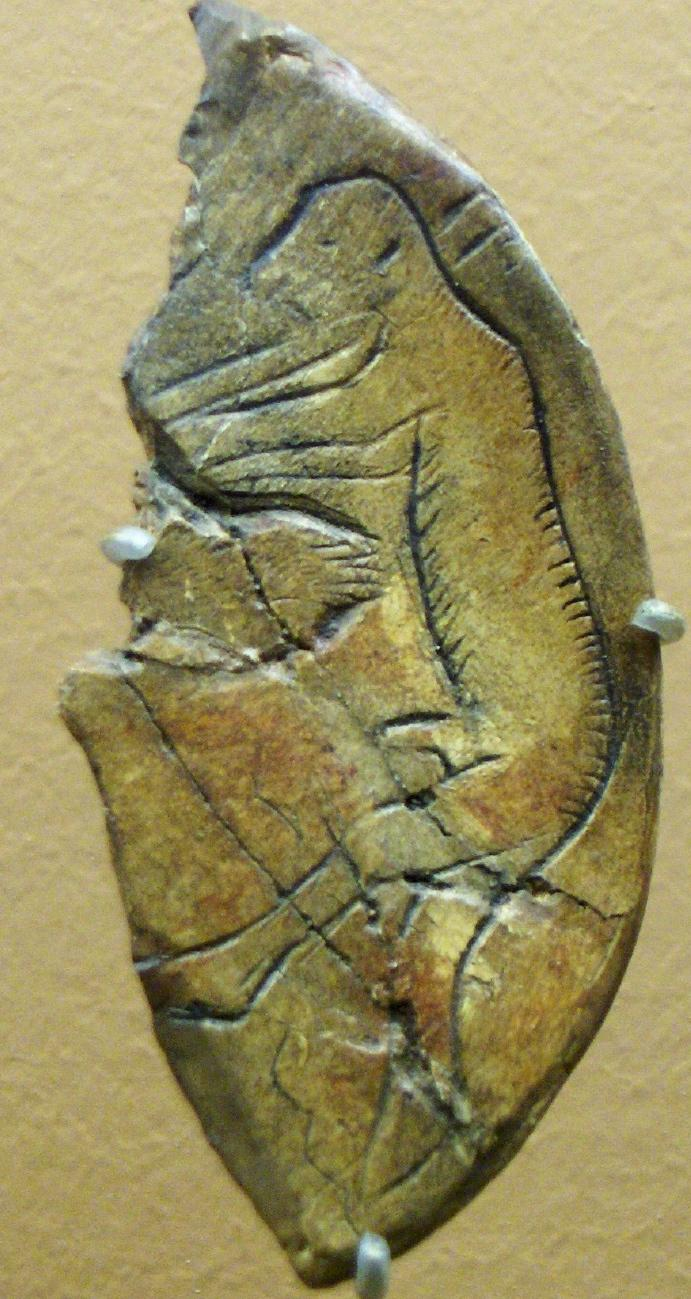
Gegraveerd bot Paleolithicum
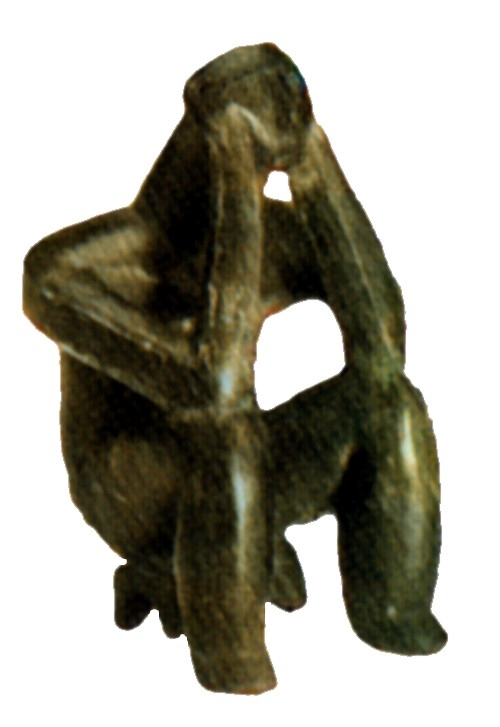
Stenen beeldje Neolithicum
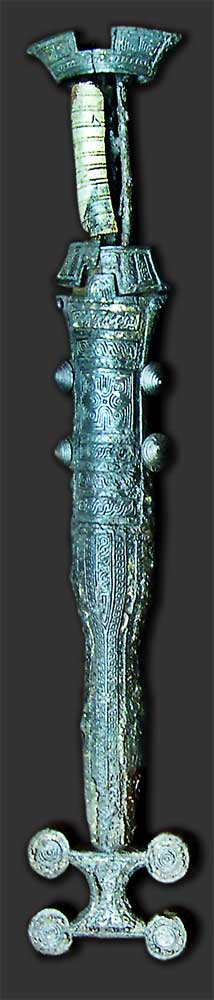
IJzertijd
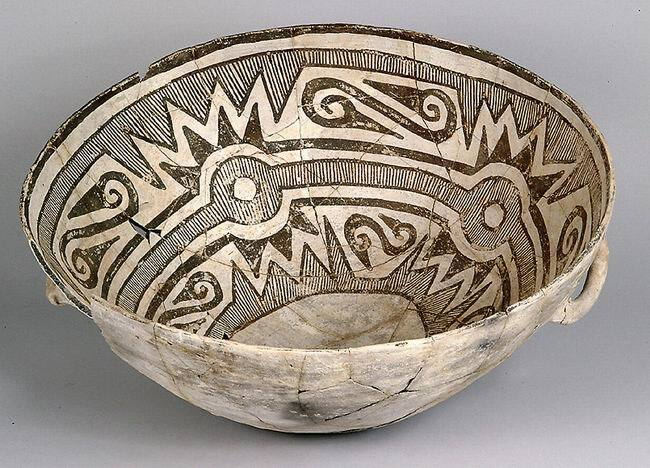
Versierd keramiek Anasazi cultuur